# 泰努瓦斯河畔圣波勒
泰努瓦斯河畔圣波勒（法語：Saint-Pol-sur-Ternoise，法語發音：[sɛ̃ pɔl syʁ tɛʁnwaz]），法国北部城市，上法兰西大区加来海峡省的一个市镇，隶属于阿拉斯区，其市镇面积为8.24平方公里，2022年1月1日时人口数量为4,759人，在法国城市中排名第2,218位。
泰努瓦斯河畔圣波勒位于加来海峡省中部，泰努瓦斯河畔，历史上为同名伯国的首府，现代为一个区域性的中心城市，三个方向的铁路和多条公路在此交汇。

## 地名来源
“波勒”一名来源于拉丁语人名“Paulus”，其常见法语形式为“Paul”，对应的汉语翻译为“保罗”。“Saint-Pol”可能是这一地区历史上的一名天主教人物。
“泰努瓦斯河畔”这一后缀自1801年起成为当地官方名称的一部分。

## 历史

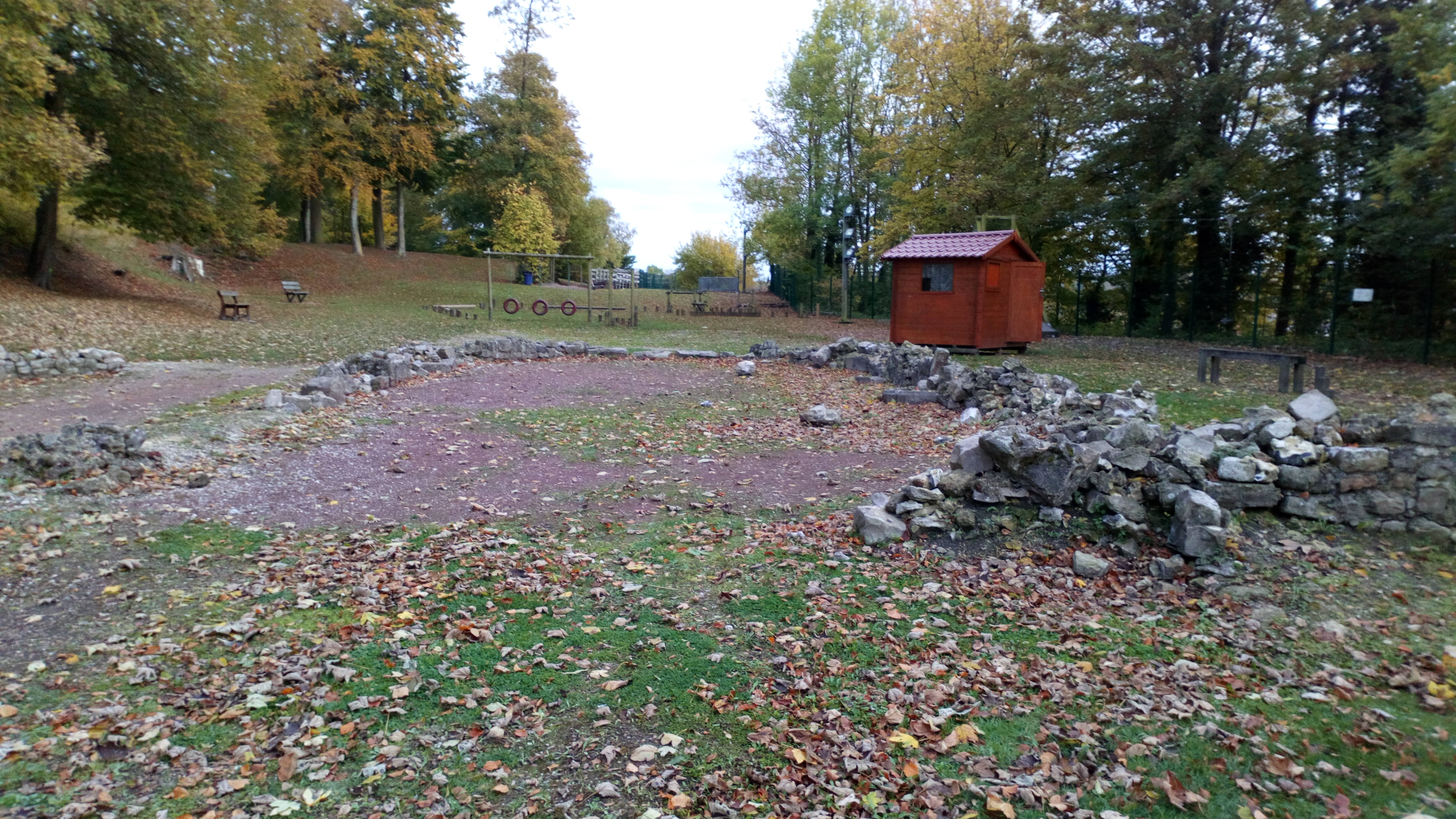
伯爵城堡遗址

泰努瓦斯河畔圣波勒历史悠久，这一地区曾发掘出古希腊货币斯塔特。公元11世纪时，圣波勒领主获得伯爵爵位，圣波勒成为圣波勒伯国的首府，直至18世纪末。其间，圣波勒所处区域长期处于佛兰德与阿图瓦公爵的争夺之中，其中佛兰德伯爵博杜安五世和查理一世均发动过对圣波勒的围城战。1202年，圣波勒获得市镇宪章。1537年，查理五世占领圣波勒以及泰努瓦斯地区，该区域成为西属尼德兰的一部分。1659年，根据《比利牛斯条约》，圣波勒成为法兰西王国的领土。法国大革命后，圣波勒成为加来海峡省的一个市镇，并为该省的一个地区行署，自1800年起成为该省的一个副省会。第二次波旁复辟初期，泰努瓦斯河畔圣波勒曾被普鲁士和英格兰军队控制。工业革命期间，三条在此交汇的铁路（里尔－阿布维尔铁路、阿拉斯－泰努瓦斯河畔圣波勒铁路和泰努瓦斯河畔圣波勒－埃塔普勒铁路）相继建成通车，圣波勒成为重要的铁路枢纽，其附近出现铁路工人社区。1926年，圣波勒副省政府被撤销，圣波勒区整体并入阿拉斯区。1944年6月，圣波勒作为纳粹控制的铁路枢纽遭到联军的猛烈轰炸。战后，泰努瓦斯河畔圣波勒得到重建，并出现了新的工业区。

## 地理

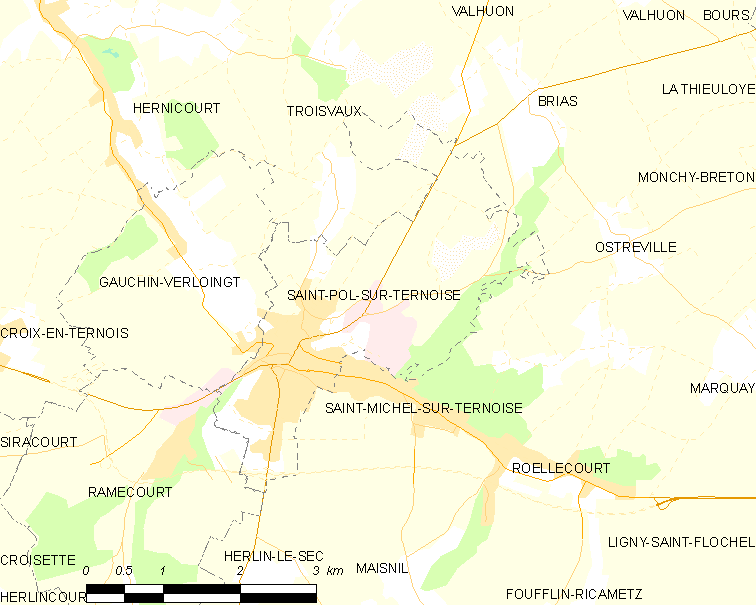
泰努瓦斯河畔圣波勒市镇范围地图

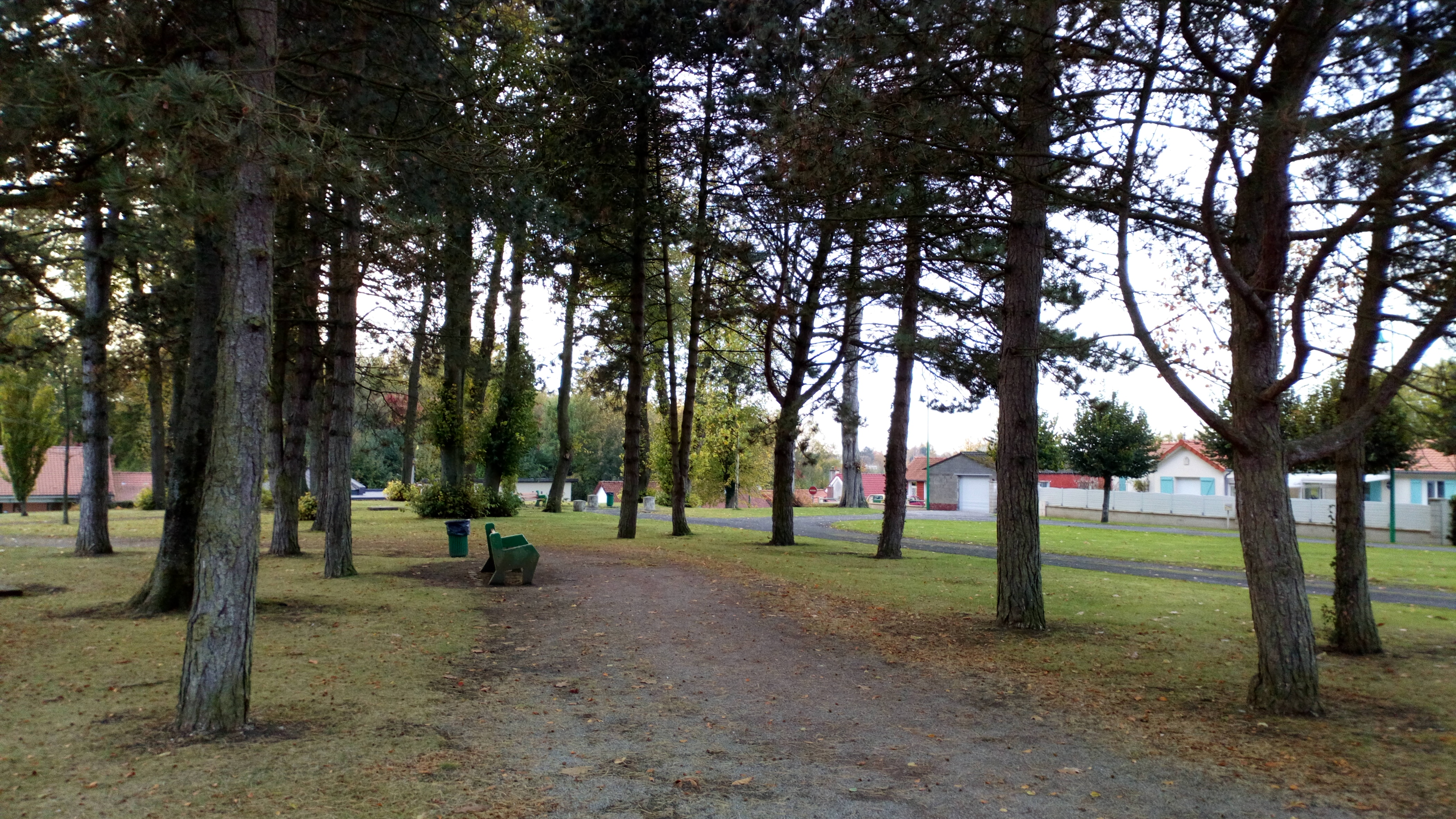
泰努瓦斯河畔圣波勒的一处林地

泰努瓦斯河畔圣波勒位于法国北部，上法兰西大区中北部和加来海峡省中部，距离省会阿拉斯大约36公里。与泰努瓦斯河畔圣波勒接壤的市镇包括：特鲁瓦沃、布里亚、戈尚韦尔卢万、埃兰勒塞克、奥斯特勒维尔、拉姆库尔、泰努瓦斯河畔圣米歇尔。

### 地形
泰努瓦斯河畔圣波勒位于法国北部平原腹地，境内以平原和浅丘为主，市镇中心位于一处河谷之中，地势向南北两侧缓慢抬升，市区市区北部有部分明显起伏，全境海拔在82到149米之间。

### 水文
泰努瓦斯河自东向西流经境内，其圣波勒境内的河段水流较小，部分河段被人工渠化改造。该河是康什河的右岸支流，后者独立注入大西洋。

### 植被
泰努瓦斯河畔圣波勒属于温带阔叶混交林区，市区北部的城堡公园（Parc de Château）是当地的一处城市绿地，林地则主要分布于河流附近。
在鲜花城市的评比中，泰努瓦斯河畔圣波勒被评为1星级鲜花城市。

### 气候
泰努瓦斯河畔圣波勒在柯本气候分类法中属于温带海洋性气候。
距离泰努瓦斯河畔圣波勒最近的常年气象站位于阿拉斯境内，以下为该气象站的数据（其中日照数据取自里尔）：
| 阿拉斯1981年－2019年 | 阿拉斯1981年－2019年 | 阿拉斯1981年－2019年 | 阿拉斯1981年－2019年 | 阿拉斯1981年－2019年 | 阿拉斯1981年－2019年 | 阿拉斯1981年－2019年 | 阿拉斯1981年－2019年 | 阿拉斯1981年－2019年 | 阿拉斯1981年－2019年 | 阿拉斯1981年－2019年 | 阿拉斯1981年－2019年 | 阿拉斯1981年－2019年 | 阿拉斯1981年－2019年 |
| 月份                 | 1月                  | 2月                  | 3月                  | 4月                  | 5月                  | 6月                  | 7月                  | 8月                  | 9月                  | 10月                 | 11月                 | 12月                 | 全年                 |
| -------------------- | -------------------- | -------------------- | -------------------- | -------------------- | -------------------- | -------------------- | -------------------- | -------------------- | -------------------- | -------------------- | -------------------- | -------------------- | -------------------- |
| 历史最高温 °C（°F）  | 14.9 (58.8)          | 17.7 (63.9)          | 22 (72)              | 26.8 (80.2)          | 30.5 (86.9)          | 34.1 (93.4)          | 36.9 (98.4)          | 37.6 (99.7)          | 32.2 (90.0)          | 29.3 (84.7)          | 19.9 (67.8)          | 16.1 (61.0)          | 37.6 (99.7)          |
| 平均高温 °C（°F）    | 5.8 (42.4)           | 7.1 (44.8)           | 10.6 (51.1)          | 14.2 (57.6)          | 18 (64)              | 20.6 (69.1)          | 23.2 (73.8)          | 23.5 (74.3)          | 19.7 (67.5)          | 15.1 (59.2)          | 9.4 (48.9)           | 6 (43)               | 14.4 (57.9)          |
| 日均气温 °C（°F）    | 3.4 (38.1)           | 4.2 (39.6)           | 7 (45)               | 9.5 (49.1)           | 13.1 (55.6)          | 15.7 (60.3)          | 18.1 (64.6)          | 18.2 (64.8)          | 15.2 (59.4)          | 11.4 (52.5)          | 6.7 (44.1)           | 3.7 (38.7)           | 10.5 (50.9)          |
| 平均低温 °C（°F）    | 1 (34)               | 1.3 (34.3)           | 3.3 (37.9)           | 4.9 (40.8)           | 8.3 (46.9)           | 10.8 (51.4)          | 13 (55)              | 13 (55)              | 10.6 (51.1)          | 7.6 (45.7)           | 3.9 (39.0)           | 1.4 (34.5)           | 6.6 (43.9)           |
| 历史最低温 °C（°F）  | −14.1 (6.6)          | −13.3 (8.1)          | −9.4 (15.1)          | −4.4 (24.1)          | −1.3 (29.7)          | 2.3 (36.1)           | 5.1 (41.2)           | 4.4 (39.9)           | 0.5 (32.9)           | −4 (25)              | −8.6 (16.5)          | −12.8 (9.0)          | −14.1 (6.6)          |
| 平均降水量 mm（）    | 58.3 (2.30)          | 53.4 (2.10)          | 54.2 (2.13)          | 48.1 (1.89)          | 59.6 (2.35)          | 62.5 (2.46)          | 74 (2.9)             | 62.9 (2.48)          | 58.5 (2.30)          | 67 (2.6)             | 65.8 (2.59)          | 75.6 (2.98)          | 739.9 (29.13)        |
| 月均日照時數         | 86                   | 104                  | 156.8                | 167.7                | 204.9                | 227.4                | 238.2                | 231                  | 191.5                | 133.3                | 81.4                 | 77.6                 | 1,899.8              |
| 来源：infoclimat.fr  |                      |                      |                      |                      |                      |                      |                      |                      |                      |                      |                      |                      |                      |

## 行政区划
泰努瓦斯河畔圣波勒是法国上法兰西大区加来海峡省的一个市镇，编号为62767。泰努瓦斯河畔圣波勒隶属于阿拉斯区和加来海峡省第一选区，管理泰努瓦斯河畔圣波勒县，同时也是泰尔努瓦市镇公共社区的办公驻地。
法国国家统计与经济研究所（简称）在进行数据统计时，将泰努瓦斯河畔圣波勒及相邻的另外7个市镇设为泰努瓦斯河畔圣波勒城市核心区，并将包括核心区在内的周边共16个市镇划为泰努瓦斯河畔圣波勒城市区。自2020年起，泰努瓦斯河畔圣波勒城市区被包含72个市镇的泰努瓦斯河畔圣波勒城市辐射区代替。此外，还将泰努瓦斯河畔圣波勒市镇分为了2个“块区”（IRIS），以便于统计人口分布情况。

## 交通

### 公路
多条加来海峡省省道在泰努瓦斯河畔圣波勒境内交汇。上法兰西大区下属的城际客运提供校车线路，可前往布律埃拉比西耶尔、弗雷旺、利斯堡、弗莱尔、埃丹等地。
| 15 巴黎里尔 | 43 |

| 5 加来 | 24 |

| 阿拉斯 | 36 |

| 朗斯 | 46 |

| 贝蒂讷 | 33 |

| 列万 | 39 |

| 亚眠 | 58 |

| 里尔 | 71 |

| 泰鲁阿讷 | 33 |

| 贝尔克 | 59 |

| 滨海布洛涅 | 75 |

| 阿布维尔 | 52 |

| 弗雷旺 | 13 |

| 布律埃拉比西耶尔 | 20 |

2018年，63%的泰努瓦斯河畔圣波勒家庭拥有至少一辆私人汽车。2018年，泰努瓦斯河畔圣波勒境内共发生各类交通事故1起，造成1人受伤。

### 铁路

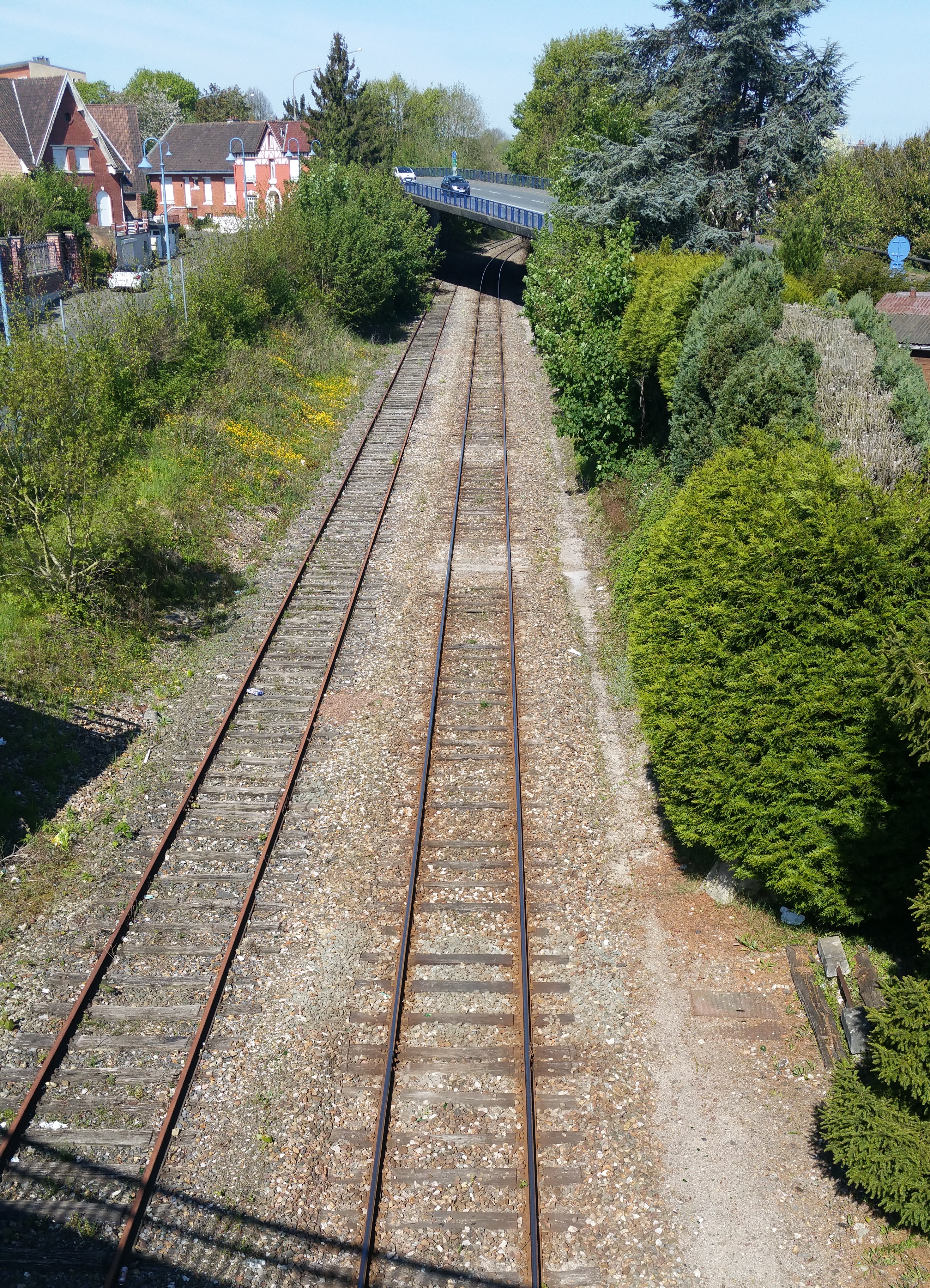
泰努瓦斯河畔圣波勒－埃塔普勒铁路圣波勒段

泰努瓦斯河畔圣波勒是里尔－阿布维尔铁路、阿拉斯－泰努瓦斯河畔圣波勒铁路和泰努瓦斯河畔圣波勒－埃塔普勒铁路三条铁路的交汇处，其中前往阿布维尔方向的铁路已关闭。泰努瓦斯河畔圣波勒站位于市区中部，停靠前往阿拉斯、里尔和滨海布洛涅三个方向的区域列车。

### 航空
距离泰努瓦斯河畔圣波勒最近的民用航空站为里尔机场，距离泰努瓦斯河畔圣波勒市中心的公路里程约77公里。

### 城市公共交通
截至2022年1月，泰努瓦斯河畔圣波勒暂无城市公共交通系统。

## 政治

### 市政内阁

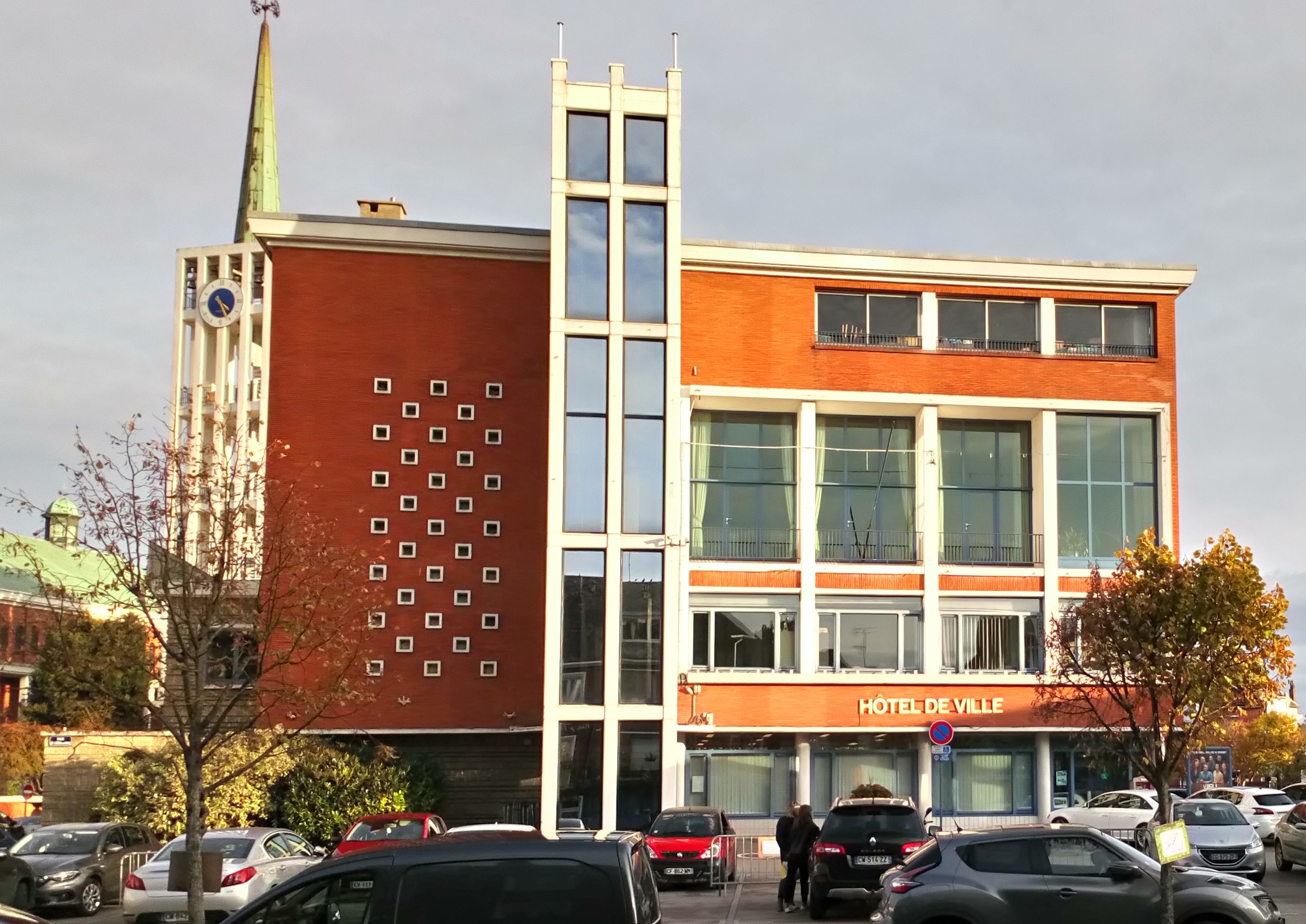
泰努瓦斯河畔圣波勒市政厅

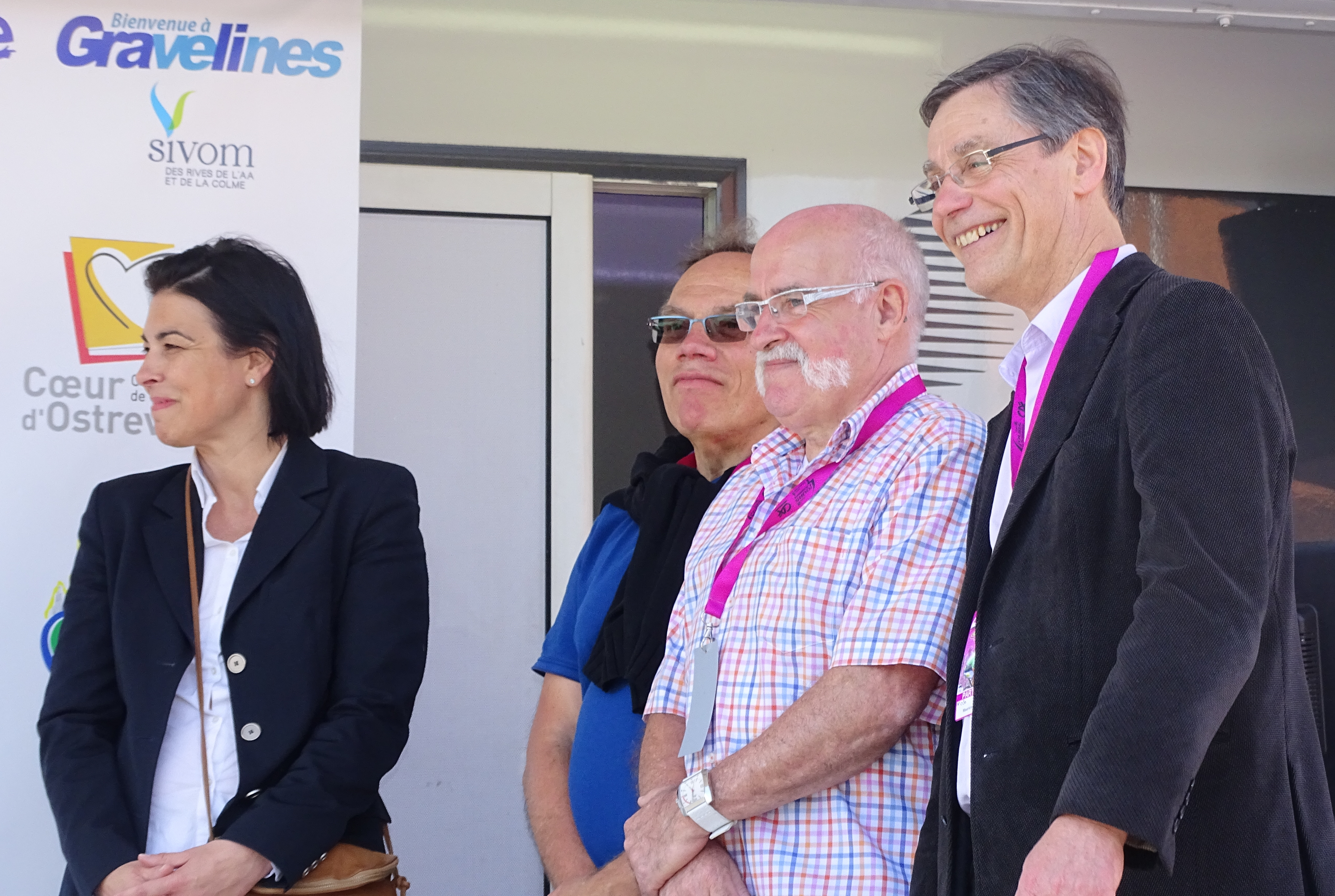
莫里斯·卢夫（右二）

泰努瓦斯河畔圣波勒的现任市长为伯努瓦·德马尼先生（Benoît Demagny），他是一名无党派人士的一名成员，在2020年的市政选举中获得了54.95%的支持率。
| 泰努瓦斯河畔圣波勒历届市长 | 泰努瓦斯河畔圣波勒历届市长     | 泰努瓦斯河畔圣波勒历届市长 |
| 任期                       | 市长                           | 党派                       |
| -------------------------- | ------------------------------ | -------------------------- |
| 1944年－1953年             | Oscar Ricque 奥斯卡·里克       | 不详                       |
| 1953年－1959年             | Lucien Duprez 吕西安·迪普雷    | 不详                       |
| 1959年－1965年             | Pierre Bonnel 皮埃尔·博内尔    | RI独立激进党               |
| 1965年－1989年             | Lucien Pignion 吕西安·皮尼翁   | PS社会党                   |
| 1989年－1992年             | Rémi Cachera 雷米·卡舍拉       | PS社会党                   |
| 1992年－1995年             | Maurice Louf 莫里斯·卢夫       | PS社会党                   |
| 1995年－2000年             | Philippe Vasseur 菲利普·瓦瑟尔 | UDF法国民主联盟            |
| 2000年－2001年             | Jean Pépin 让·佩潘             | UDF法国民主联盟            |
| 2001年－2008年             | Maurice Louf 莫里斯·卢夫       | PS社会党                   |
| 2008年－2011年             | Yves Héniart 伊夫·埃尼亚尔     | DVD右翼无党派人士          |
| 2011年－2020年             | Maurice Louf 莫里斯·卢夫       | PS社会党                   |
| 2020年－                   | Benoît Demagny 伯努瓦·德马尼   | 無黨籍                     |

### 各级选举
| 泰努瓦斯河畔圣波勒历届投票选举结果 | 泰努瓦斯河畔圣波勒历届投票选举结果 | 泰努瓦斯河畔圣波勒历届投票选举结果 | 泰努瓦斯河畔圣波勒历届投票选举结果 | 泰努瓦斯河畔圣波勒历届投票选举结果 | 泰努瓦斯河畔圣波勒历届投票选举结果 | 泰努瓦斯河畔圣波勒历届投票选举结果 | 泰努瓦斯河畔圣波勒历届投票选举结果 | 泰努瓦斯河畔圣波勒历届投票选举结果 |
| 选举项目                           | 选区单位                           | 选举结果                           | 选举结果                           | 选举结果                           | 选举结果                           | 选举结果                           | 选举结果                           | 参考资料                           |
| 选举项目                           | 选区单位                           | 第一轮胜出者                       | 第一轮胜出者                       | 支持率                             | 第二轮胜出者                       | 第二轮胜出者                       | 支持率                             | 参考资料                           |
| ---------------------------------- | ---------------------------------- | ---------------------------------- | ---------------------------------- | ---------------------------------- | ---------------------------------- | ---------------------------------- | ---------------------------------- | ---------------------------------- |
| 2017年法國總統選舉                 | 泰努瓦斯河畔圣波勒市镇             |                                    | 玛丽娜·勒庞                        | 30.5%                              |                                    | 埃马纽埃尔·马克龙                  | 53.18%                             | [ 22 ]                             |
| 2017年法国立法选举                 | 加来海峡省第一选区                 |                                    | 布吕诺·迪韦热                      | 29.76%                             |                                    | 布吕诺·迪韦热                      | 58.22%                             | [ 22 ]                             |
| 2019年欧洲议会选举                 | 泰努瓦斯河畔圣波勒市镇             |                                    | Prenez le Pouvoir                  | 34.38%                             | （不适用）                         | （不适用）                         | （不适用）                         | [ 22 ]                             |
| 2021年法国省级选举                 | 泰努瓦斯河畔圣波勒县               |                                    | 克洛德·巴舍莱 英格丽德·加亚尔      | 49.04%                             |                                    | 克洛德·巴舍莱 英格丽德·加亚尔      | 69.01%                             | [ 23 ]                             |
| 2021年法国大区选举                 | 泰努瓦斯河畔圣波勒市镇             |                                    | 格扎维埃·贝特朗                    | 50.36%                             |                                    | 格扎维埃·贝特朗                    | 60.11%                             | [ 24 ]                             |

## 人口
2018年，泰努瓦斯河畔圣波勒市镇人口数量为4,942，在法国排名第2,218位。其中男性2,348人，女性2,594人，75岁及以上人口占9.9%，外籍人口数量为1,265人，人口密度为600人/平方公里，当地居民被称为（男性）或（女性）。2019年，泰努瓦斯河畔圣波勒境内出生45人，死亡人口78人。
| 年份   | 1936  | 1946  | 1954  | 1962  | 1968  | 1975  | 1982  | 1990  | 1999  | 2006  | 2007  | 2008  | 2013  | 2018  | 2019  |
| ------ | ----- | ----- | ----- | ----- | ----- | ----- | ----- | ----- | ----- | ----- | ----- | ----- | ----- | ----- | ----- |
| 人口數 | 4,736 | 4,535 | 5,087 | 5,193 | 5,318 | 5,717 | 5,752 | 5,215 | 5,220 | 5,144 | 5,132 | 5,120 | 5,081 | 4,942 | 4,909 |

## 经济
泰努瓦斯河畔圣波勒是一个区域性的中心城市。截止2022年1月，泰努瓦斯河畔圣波勒市镇范围内共有各类用人单位（包含自雇）623家，平均历史为20年，其中98.92%为中小型企业（PME）。（建筑）、（大型零售）及（医疗）是当地2020年营业额最高的三个企业，分别为23,451,166欧元、20,812,537欧元和6,671,172欧元。

## 财政与居民收入
2020年，泰努瓦斯河畔圣波勒的财政收入总额为5,997,610欧元，财政支出总额为5,546,120欧元，当年的债务总额为5,190,130欧元。2021年，泰努瓦斯河畔圣波勒共获得418,438欧元的国家财政补助，比上一年减少了2.03%。
2019年，泰努瓦斯河畔圣波勒的人均月收入总额为1,933欧元，其中高级职员为3,716欧元，低于法国平均水平（4,230欧元）；中级职员为2,335欧元，低于法国平均水平（2,411欧元）；普通职员为1,569欧元，亦低于法国平均水平（1,740欧元）。
2018年，泰努瓦斯河畔圣波勒境内的青壮年（15至64岁）失业率为21.3%，当地34.6%的家庭拥有纳税资格，平均纳税1,996欧元，低于法国平均水平（3,910欧元）。

## 社会事务

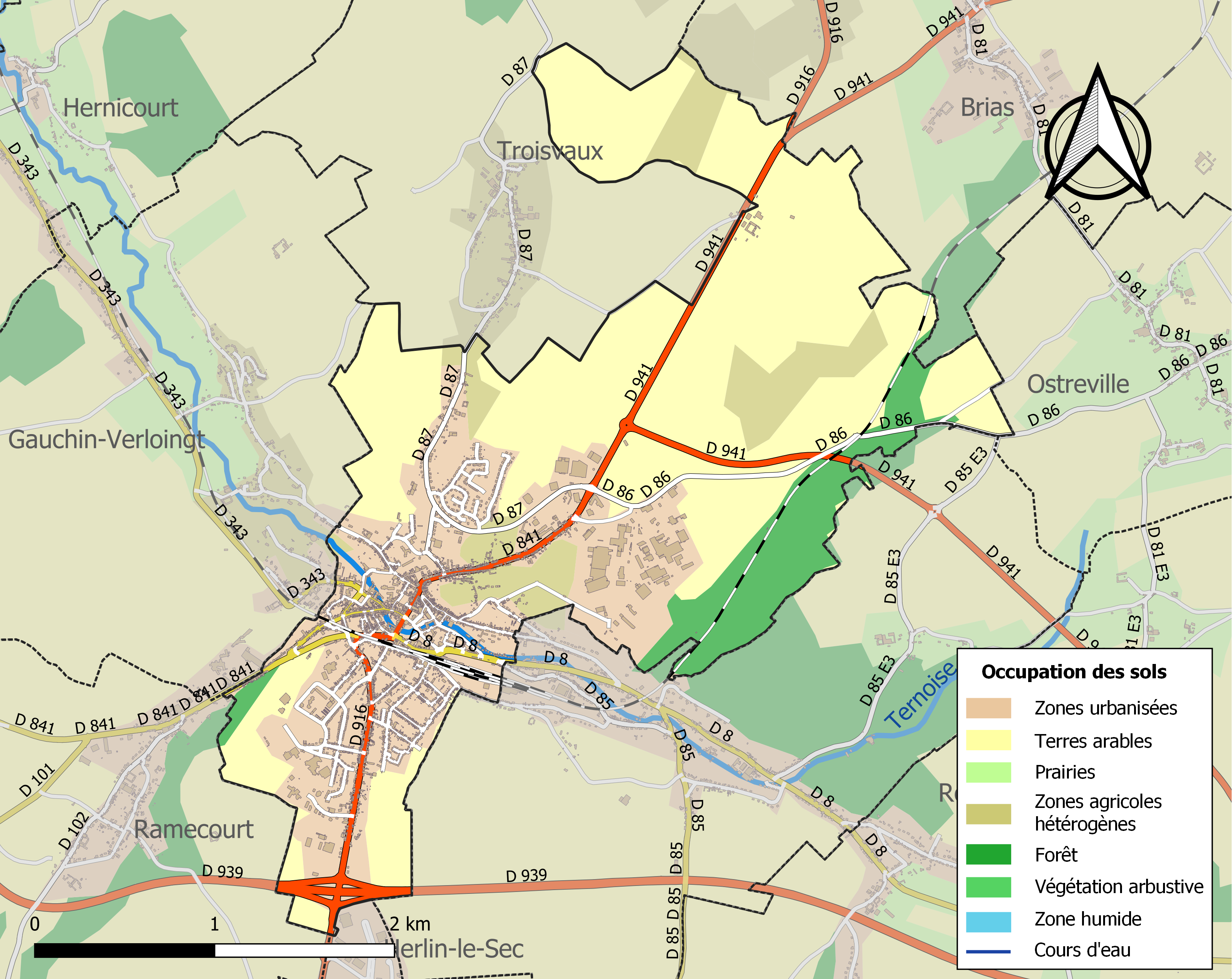
泰努瓦斯河畔圣波勒土地利用情况地图

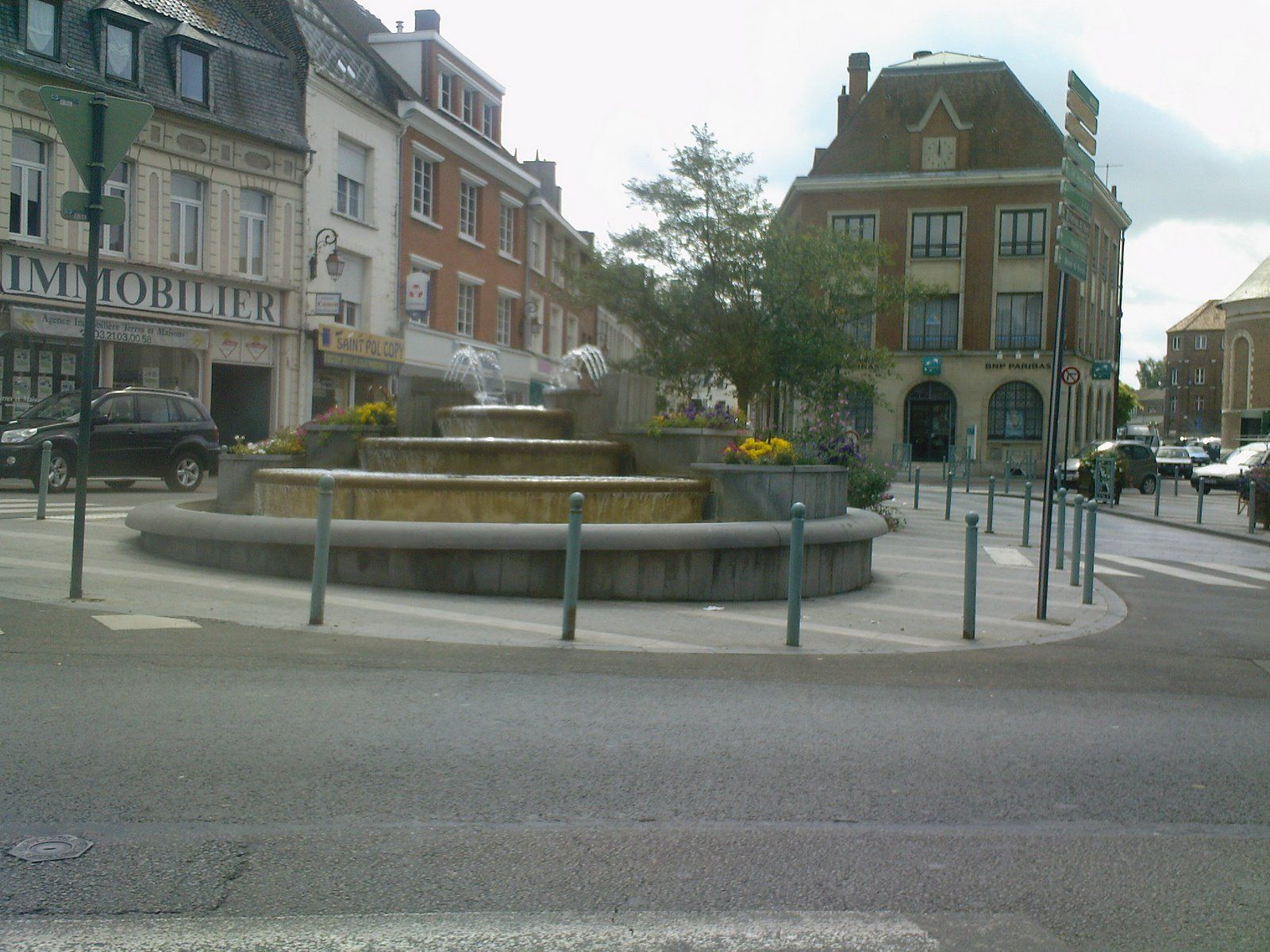
泰努瓦斯河畔圣波勒镇中心的勒克莱尔元帅广场

### 教育
泰努瓦斯河畔圣波勒属于里尔学区。截止2020年1月1日，泰努瓦斯河畔圣波勒境内共有1所幼儿园、2所小学、2所初级中学、1所普通高中和1所职业高中。2018至2019学年度，泰努瓦斯河畔圣波勒境内共有在校中等教育阶段学生1,914名。

### 医疗
截止2020年1月1日，泰努瓦斯河畔圣波勒境内共有全科医生8名、保健师11名、牙医7名、护士16名、耳科医生1名、眼科医生1名和妇科医生1名。境内共有药房4家、养老院3家、残疾人帮扶中心4家。
泰尔努瓦斯中心医院（Centre hospitalier du Ternois）是法国的一个区域性医疗机构，其主病区位于泰努瓦斯河畔圣波勒市区，设有床位225个，是当地规模最大的公立综合性医院。
泰尔努瓦斯诊疗中心（Polyclinique du Ternois）则是当地的一家私人医院，设有床位124个，现任院长为埃里克·普兰（Eric Poulain）。

### 住房
2018年，泰努瓦斯河畔圣波勒境内共有各类住房2,672套，其中65.5%为独立式居民区，34.2%为集中式居民区。常住房屋占泰努瓦斯河畔圣波勒市镇范围内居民建筑总量的88.1%。
在住房保障政策方面，2020年，泰努瓦斯河畔圣波勒境内共有829户家庭获得了住房经济补助，受益人数占总人口数量的16.8%，其中816份为房租补助。

### 商业
2019年，泰努瓦斯河畔圣波勒境内共有各类实体商铺159家，其中餐厅11家、大型超市5家、杂货店4家、面包房3家、肉铺5家、书店2家、装饰品店2家、银行门店7家、美容美发店20家、汽车维修店7家。市区北部建有一家E.Leclerc超市。

### 体育
2020年，泰努瓦斯河畔圣波勒境内共有1家游泳池、4间体育馆、1座综合体育场、3处网球场以及4处足球或橄榄球场。
截至2022年1月，泰努瓦斯河畔圣波勒境内共有家注册足球俱乐部。圣波勒人体育联盟（Union Sportive Saint Poloise，编号500425）是当地的代表性足球队，2021至2022赛季参加上法兰西大区足球联赛（第七级别），其主场拉卡韦球场（Stade de La Cavée）位于市区西部。

### 环境
泰努瓦斯河畔圣波勒的环境事务由其所属的泰尔努瓦市镇公共社区负责。2019年，泰努瓦斯河畔圣波勒境内共有1家污染企业。

### 治安
2019年，泰努瓦斯河畔圣波勒市镇范围内有1处宪兵队。2020年，该宪兵总队辖区内共187个市镇累计发生各类案件1,988起，其中盗窃类案件828起，经济类案件259起，毒品交易类案件182起。

## 文化
2020年，泰努瓦斯河畔圣波勒境内共有1家电影院和1家博物馆。泰努瓦斯河畔圣波勒市政府提供亨利·皮克多媒体中心（Centre Henri Picot），需预约前往。

### 建筑
泰努瓦斯河畔圣波勒境内有多处历史建筑，其中黑色姐妹小教堂（Chapelle des Sœurs noires）是法国国家文物保护单位，圣保罗教堂则是当地的地标性建筑物。

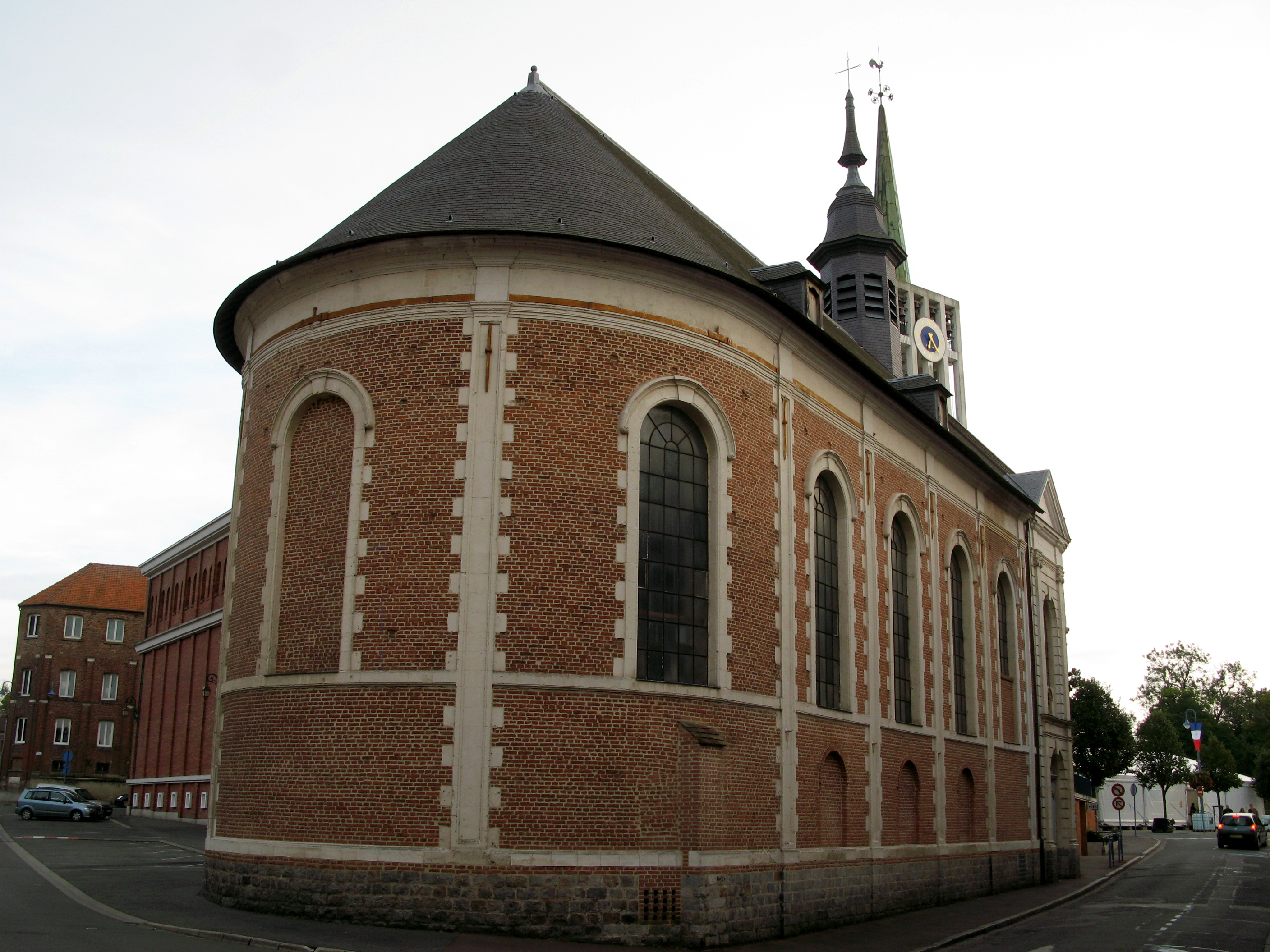
黑色姐妹小教堂
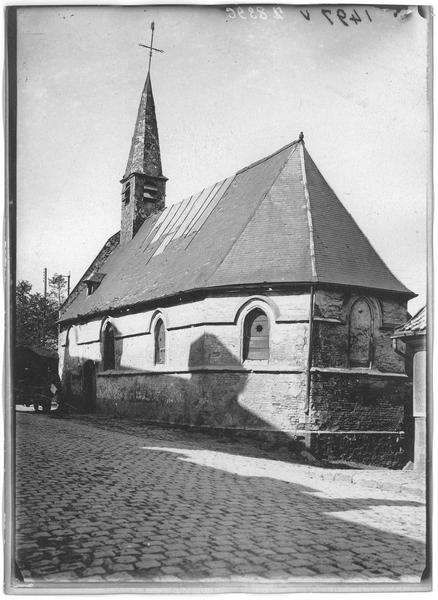
圣埃斯普里小教堂
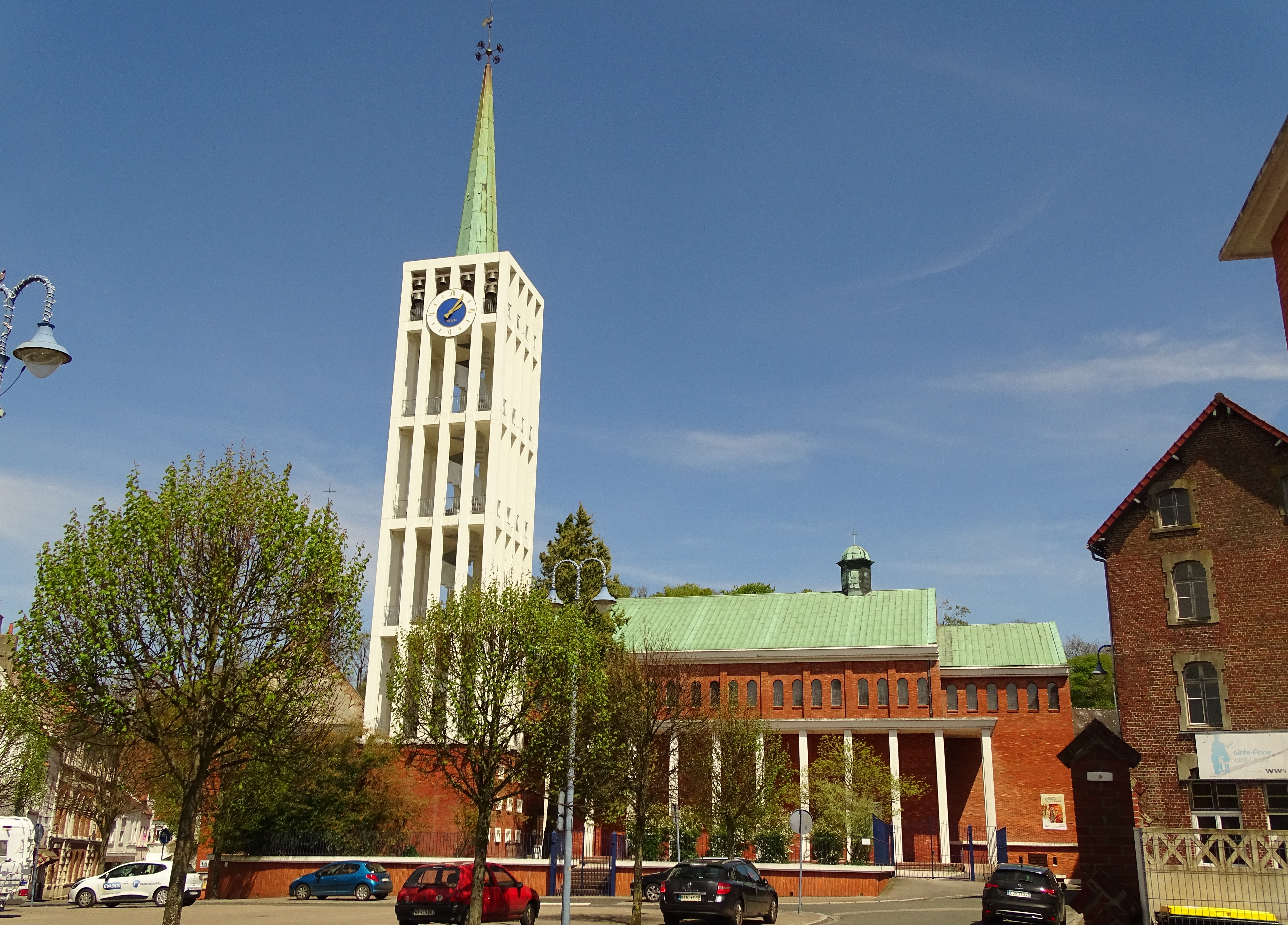
圣保罗教堂（法语：Église Saint-Paul de Saint-Pol-sur-Ternoise）
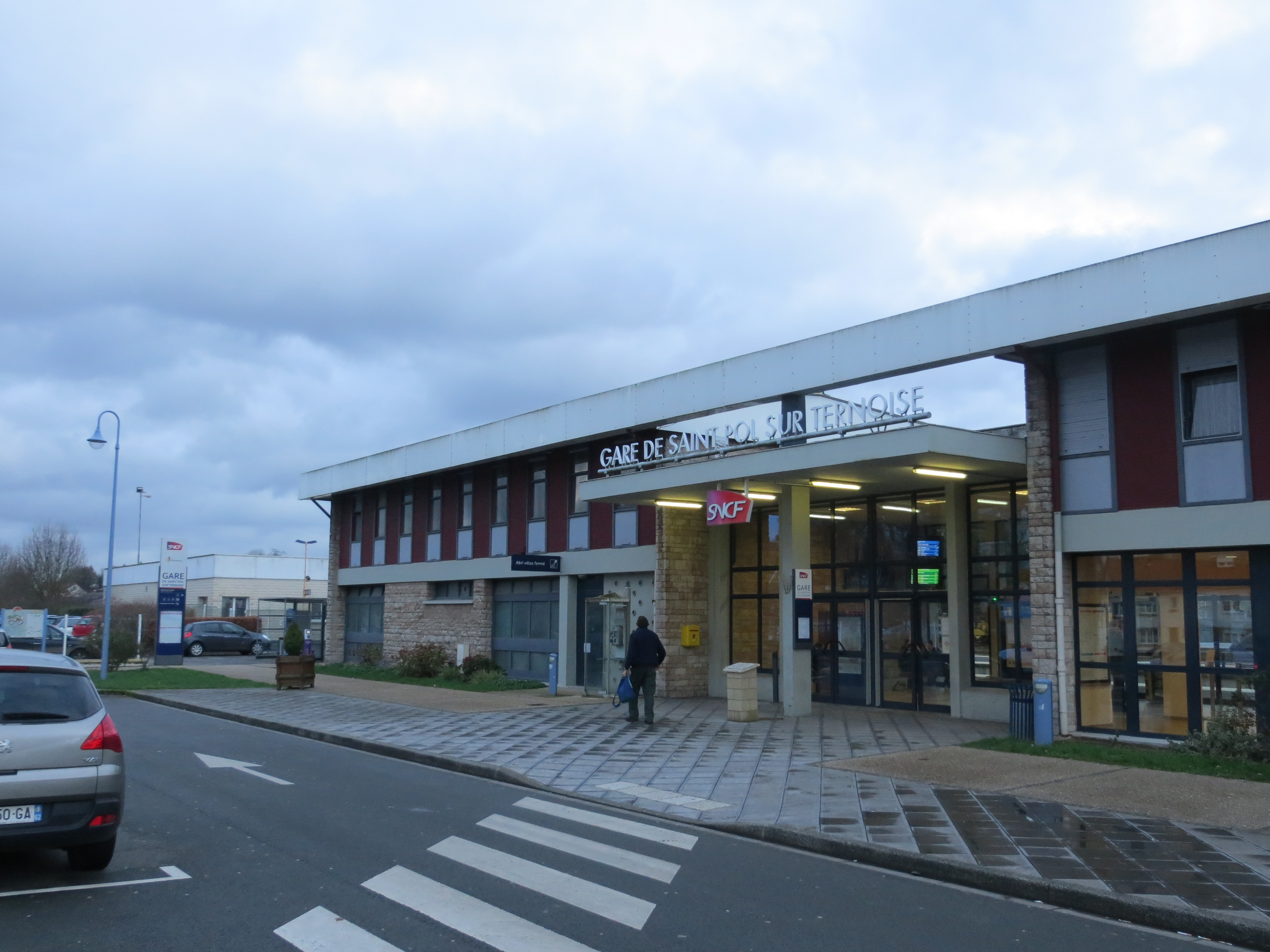
圣波勒火车站
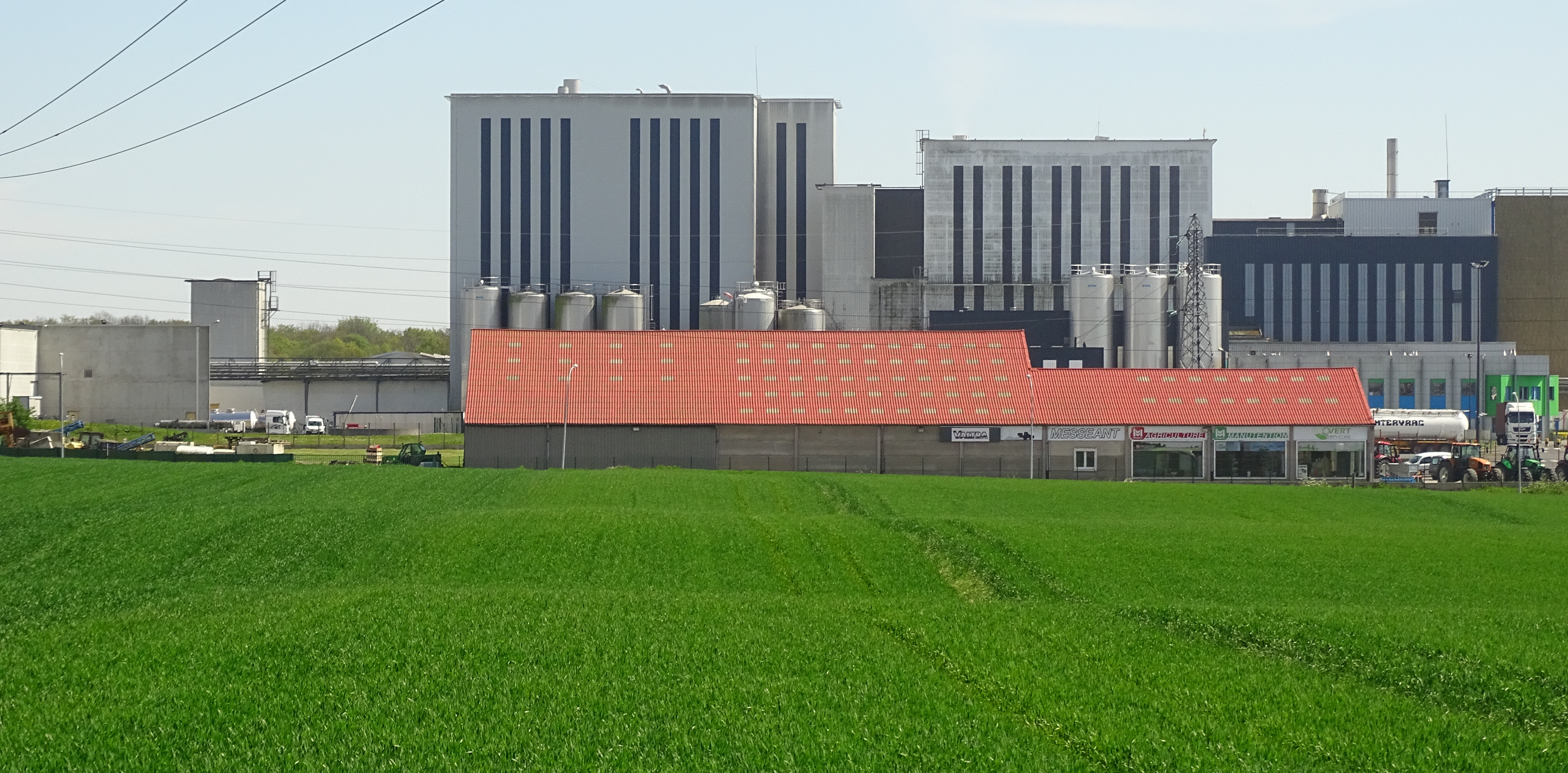
工业区建筑
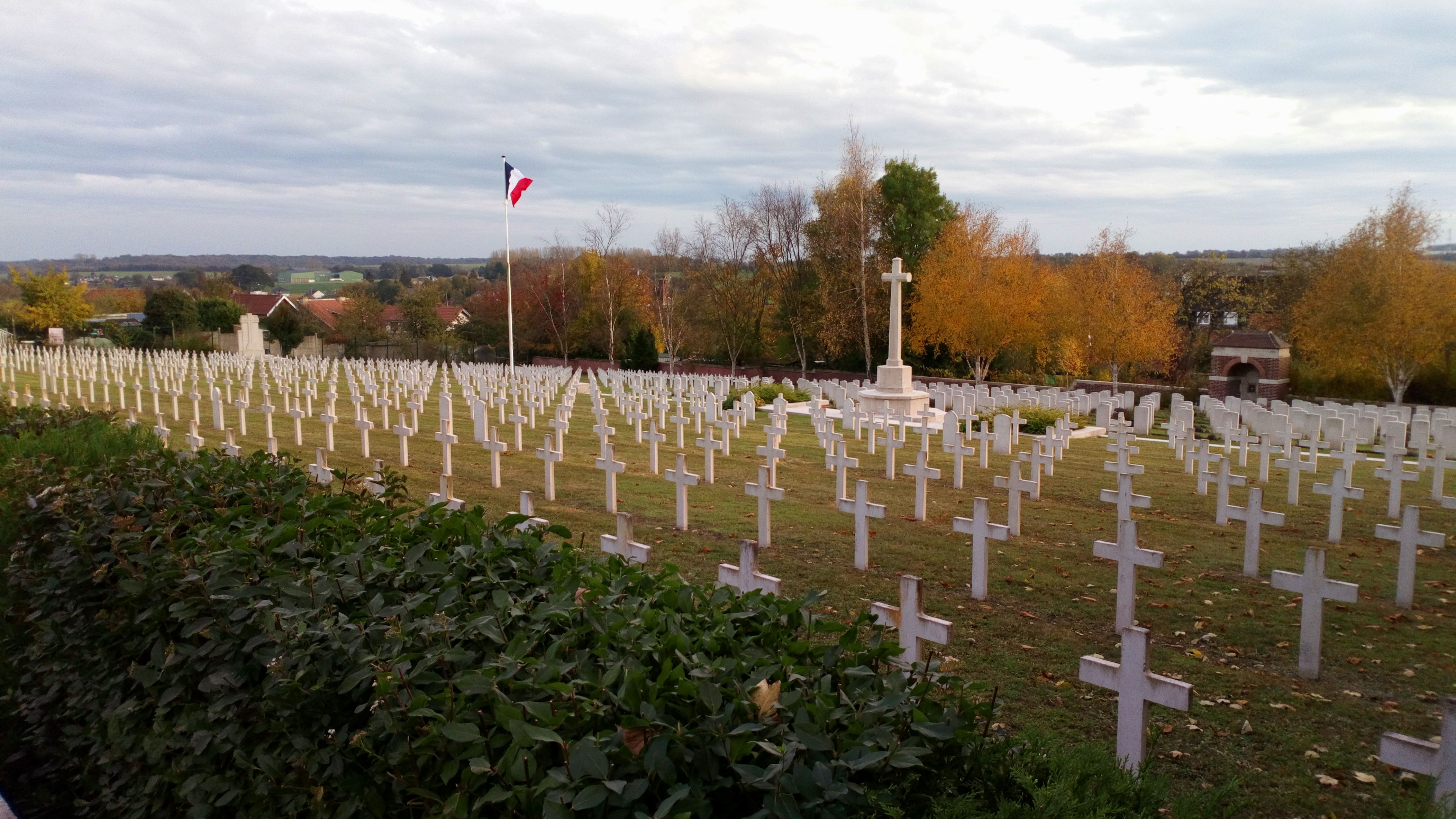
战争烈士公墓

### 旅游
泰努瓦斯河畔圣波勒的旅游事务由其所属的泰尔努瓦市镇公共社区负责。2021年，泰努瓦斯河畔圣波勒境内共有2家酒店共计26间房间。

### 媒体
法国主要的媒体均可在泰努瓦斯河畔圣波勒接收，法国电视三台下属的上法兰西大区频道在部分时段播出泰努瓦斯河畔圣波勒所属区域的地方新闻。当地的主要地方性媒体包括《北部之声报》、蓝色法兰西北方广播、Wéo电视台等

## 相关人物
林堡及布拉班特公爵圣波勒的菲利普、法国化学家保罗·帕斯卡尔、语言学家亨利·加韦尔和足球运动员加埃唐·罗巴伊出生于泰努瓦斯河畔圣波勒。

## 友好城市
截至2022年1月，泰努瓦斯河畔圣波勒共与两座城市互为友好城市关系：
- 德国 瓦尔施泰因
- 英格兰 赫布登布里奇